# Félix Côté-Bouvette
Félix Côté-Bouvette, né le 8 juillet 1993, à Châteauguay (Québec), est un coureur cycliste canadien.

## Biographie
Félix Côté-Bouvette est originaire de Châteauguay, une localité située dans le sud-ouest du Québec. Il pratique le cyclisme depuis l'âge de dix ans.
En 2010, il se classe deuxième du championnat du Canada de cyclo-cross juniors (moins de 23 ans). Trois ans plus tard, il court au sein de l'équipe continentale canadienne Ekoï-Devinci. 
Pour la saison 2014, il s'engage ensuite avec le club Bricquebec Cotentin. Une lourde chute au mois d'avril lui fracture cependant deux côtes et le scaphoïde. Il parvient toutefois à faire son retour à la compétition, et obtient deux podiums sur des courses de première catégorie.
En 2015, il rejoint la formation H&R Block. Pour son retour au Canada, il se classe neuvième d'une étape du Tour de Beauce au sprint. L'année suivante, il termine notamment huitième d'une étape du Tour d'Alberta. Il intègre ensuite l'équipe Garneau-Québecor en 2017. Le 27 juillet, il se distingue en terminant quatrième et meilleur coureur canadien de la course en ligne aux Jeux de la Francophonie. Trois jours plus tard, il s'impose sur le championnat québécois du critérium

## Palmarès sur route
- 2013
  - 2e étape des Mardis cyclistes de Lachine[9]
- 2014
  - 5e étape des Mardis cyclistes de Lachine[10]
- 2016
  - 4e étape des Mardis cyclistes de Lachine[11]
  - 2e des Mardis cyclistes de Lachine[12]
- 2017
  - Champion du Québec du critérium
  - Grand Prix de Sainte-Martine

## Palmarès en cyclo-cross
- 2010-2011
  - 3e du championnat du Canada de cyclo-cross juniors[13]